# Anne-Marie Sigmund
Anne-Marie Sigmund (née le 11 août 1941 à Bratislava) est une femme politique autrichienne active dans les instances européennes. De 2004 à 2006, elle est présidente du Comité économique et social européen.

## Biographie
Après des études de droit à l'Université de Vienne, à partir de 1959, Anne-Marie Sigmund obtient un doctorat en 1963. De 1964 à 1970, elle travaille pour divers cabinets d'avocats, se concentrant sur le droit civil. En 1970, elle change de domaine et entre dans la publicité et les relations publiques. Entre 1970 et 1982, elle est membre du conseil d'administration du conseil de la publicité autrichien et, entre 1979 et 2001, elle est secrétaire générale du Bundeskomitees des professions libérales de l'Autriche.

## Carrière européenne
Dans la perspective de l'adhésion de l'Autriche à l'Union européenne en 1995, elle prodigue des conseils au Gouvernement fédéral et participe de façon déterminante à l'accompagnement technique des correspondants de la campagne d'information. Après l'adhésion de l'Autriche elle est envoyée au Comité économique et social. Entre 1998 et 2004, elle est présidente du groupe III ; le 27 octobre 2004, elle est élue présidente de l'Institution,. Son mandat prend fin en octobre 2006.

## Autres activités
Anne-Marie Sigmund est, de 2006 à 2009, la présidente de la Camerata de Salzbourg. De 2005 à 2007, elle est présidente de l'Union mondiale des professions libérales (UMPL) dont le siège est à Paris. Depuis 2011, elle dirige le European Value Projects de l'Institut de politique juridique à Salzbourg.

## Publications
- Frauen im österreichischen Gerichtssystem, 1965.
- Kunst in der Werbung, 1971.
- Ethik in der Werbung, 979.
- Privatisierung und Freie Berufe, 1980.
- Welche Freiheit für die Freien Berufe, 1983.
- Die Freien Berufe im Spannungsfeld zwischen Bürger und Staa, 1985.
- Die Rolle und Verantwortung der Freien Berufe Österreichs beim Erweiterungsprozess der EU, 1992.

## Distinctions
Anne-Marie Sigmund est chevalière de la Légion d'honneur et lauréate du Goldenes Ehrenzeichensde la République d'Autriche.